# Helena Kaupová
Helena Kaupová (Hořovice, 11 d'agost de 1964) és una soprano i professora de cant txeca.
Va estudiar cant al Conservatori de Brno i a l'Acadèmia d'Arts escèniques a Bratislava. Va assistir a diversos cursos internacionals de cant (Weimar, Siena i Gent). Després va ser solista al Teatre Nacional d'Eslovàquia a Bratislava (1989-1991).
Des de 1992 ha estat una convidada permanent del Teatre de l'Òpera Nacional de Praga. Aquí va crear un gran nombre de papers principals. D'altra banda, també ha sigut convidada en moltes escenes internacionals (Toronto, Vancouver, Amsterdam, Tel-Aviv, París i altres). Per la interpretació de Tatiana d'Eugeni Oneguin de Txaikovski va ser guardonada el 1994 amb el prestigiós premi Thalia.
Actualment, és professora de cant a la Facultat de Música de l'Acadèmia d'Arts Escèniques de Praga.